# Белокрак дукер
Белокракият дукер (Cephalophus crusalbum) е вид бозайник от семейство Кухороги (Bovidae).

## Разпространение
Видът е разпространен в Габон и Република Конго.